# Елсі Дженіс
Елсі Дженіс (англ. Elsie Janis, уроджена Елсі Бирбауер (англ. Elsie Bierbower), 16 березня 1889 — 26 лютого 1956) — американська співачка, акторка і сценарист.

## Біографія
Народилася в Огайо, де вже у віці двох років вперше вийшла на сцену. В одинадцять років вона вже стала регулярно грати у водевілях, а подорослішавши взяла собі псевдонім Елсі Дженіс. У 1906 році відбувся її акторський дебют на Бродвеї, де вона незабаром досягла помітного успіху участю в ревю і мюзиклах. Крім нью-йоркської сцени Дженіс також грала в Лондоні, де заслужила похвалу місцевих критиків. У 1915 році стартувала кар'єра Дженіс в Голлівуді, де вона показала себе не тільки як акторка, але і як сценарист. У роки Першої світової війни Дженіс займала активну позицію в підтримці американських і британських військових. Вона багато гастролювала з концертами для військ, виступаючи в тилу і на лінії фронту, а також займалася реалізацією військових облігацій.
Крім акторської кар'єри, Дженіс була відома як автор і виконавець низки популярних пісень, включаючи «Any Time's the Time to Fall in Love», «I'm True to the Navy Now», «Live and Love Today», «Molly-O-Mine», «From the Valley», «Your Eyes», «Some Sort of Somebody», «Oh, Give Me Time for Tenderness» і «A Little Love». На початку 1930-х на екрани вийшли останні три фільми за сценаріями Дженіс — «Мадам Сатана» (1930), «Дістати до Місяця» (1930) і «Чоловік індіанки» (1931). Акторська кар'єра Дженіс тривала до початку 1940-х, коли після низки ролей на Бродвеї та появи в картині «Жінки на війні» (1940) вона пішла зі сцени й з екрана.
У 1932 році Елсі Дженіс вийшла заміж за Гілберта Вілсона, з яким багато років прожила в Сліпі-Голлоу в штаті Нью-Йорк. Останні роки свого життя вона провела у Каліфорнії в Беверлі-Гіллз, де в лютому 1956 року померла у віці 66 років. Елсі Дженіс була похована в Глендейлі на цвинтарі Форест-Лаун, а через чотири роки після її смерті на Голлівудській алеї слави на її честь була закладена іменна зірка в знак її вкладу в кіноіндустрію США.